# Didemnum vahatuio
Didemnum vahatuio är en sjöpungsart som beskrevs av Monniot 1987. Didemnum vahatuio ingår i släktet Didemnum och familjen Didemnidae. Inga underarter finns listade i Catalogue of Life.